# Patimuan (plaats)
Patimuan is een bestuurslaag in het regentschap Cilacap van de provincie Midden-Java, Indonesië. Patimuan telt 7756 inwoners (volkstelling 2010).